# William John Brennan
William John Brennan (Arncliffe, 16 febbraio 1938 – Randwick, 31 agosto 2013) è stato un vescovo cattolico australiano.

## Biografia
William John Brennan nacque il 16 febbraio 1938 ad Arncliffe, un sobborgo di Sydney, secondogenito di una famiglia con sei figli dove anche due sue sorelle divennero suore orsoline.
Studiò presso le suore orsoline ad Ashbury e presso i fratelli cristiani a Lewisham, sempre a Sydney.
Sentita la vocazione religiosa, studiò in preparazione al sacerdozio presso il St Columba's Catholic College a Springwood e poi presso il seminario di San Patrizio a Manly. Fu in seguito inviato a Roma per completare gli studi presso la Pontificia università urbaniana dove conseguì la licenza e poi continuò gli studi sia presso l'Università di Sydney, dove ottenne il Bachelor of Arts sia presso la University of New England, dove conseguì il Diploma of Education e il Master of Letters.
Fu ordinato presbitero il 21 dicembre 1960 dal cardinale Krikor Bedros XV Aghagianian per la diocesi di Wilcannia-Forbes.
Dopo l'ordinazione sacerdotale fu nominato vicario parocchiale a Forbes (Australia) e poi a Broken Hill e direttore delle scuole diocesane. Fu poi parroco a Nyngan nella contea di Bogan e Wentworth, ricoprendo contemporaneamente anche l'incarico di vicario per l'istruzione della diocesi di Wilcannia-Forbes.
Il 16 gennaio 1984 papa Giovanni Paolo II lo nominò vescovo di Wagga Wagga. Ricevette l'ordinazione episcopale nella cattedrale di San Michele il 1º marzo seguente per imposizione delle mani dell'arcivescovo Edward Bede Clancy. 
Durante il suo ministero seppe bilanciare le caotiche spinte progressiste nate in seguito alle riforme proposte dal Concilio Vaticano II con rigore e moderazione.
Collaborò con numerose commissioni della Conferenza dei vescovi cattolici australiani, ricoprendo diverse posizioni come presidente del comitato episcopale per gli affari industriali, fu fondatore e presidente dell'Australian Catholic Social Justice Council, vicepresidente della Caritas Australia e fece anche parte della commissione per l'educazione cattolica del Nuovo Galles del Sud. Altro tema su cui si impegnò nel corso degli anni fu la giustizia sociale, parlando apertamente della sproporzione nella distribuzione della ricchezza nelle varie classi sociali, il ruolo delle donne nel mondo del lavoro, l'appello per la democrazia a Timor Est e in Sudafrica, nonché i diritti degli immigrati contro il traffico degli esseri umani.
Consapevole della necessità della buona formazione religiosa anche dei laici, soprattutto nel contesto scolastico, sviluppò e perfezionò un nuovo programma di studi religiosi chiamato "We belong to the Lord (Apparteniamo al Signore)".
In diocesi fondò poi il seminario Saint John Vianney College, legato alla Charles Sturt University e inaugurato nel 1992, convinto della necessità che la formazione dei sacerdoti dovesse avvenire nel luogo dove poi avrebbero esercitato il loro ministero. Inaugurò poi nel 1998 un secondo seminario, il Saint Francis College, sempre legato alla medesima università.
Resse la diocesi per 18 anni, rassegnando le proprie dimissioni il 5 febbraio 2002 a causa di un progressivo declino della sua salute.
Morì a Randwick, un sobborgo di Sydney, presso la casa di cura gestita dalle suore piccole sorelle dei poveri il 31 agosto 2013, all'età di 75 anni. Fu sepolto nella cripta della cattedrale di San Michele a Wagga Wagga.

## Genealogia episcopale
La genealogia episcopale è:
- Cardinale Scipione Rebiba
- Cardinale Giulio Antonio Santori
- Cardinale Girolamo Bernerio, O.P.
- Arcivescovo Galeazzo Sanvitale
- Cardinale Ludovico Ludovisi
- Cardinale Luigi Caetani
- Cardinale Ulderico Carpegna
- Cardinale Paluzzo Paluzzi Altieri degli Albertoni
- Papa Benedetto XIII
- Papa Benedetto XIV
- Papa Clemente XIII
- Cardinale Marcantonio Colonna
- Cardinale Giacinto Sigismondo Gerdil, B.
- Cardinale Giulio Maria della Somaglia
- Cardinale Carlo Odescalchi, S.I.
- Cardinale Costantino Patrizi Naro
- Cardinale Serafino Vannutelli
- Cardinale Domenico Serafini, Cong.Subl. O.S.B.
- Cardinale Pietro Fumasoni Biondi
- Arcivescovo Filippo Bernardini
- Cardinale Norman Gilroy
- Cardinale James Darcy Freeman
- Cardinale Edward Bede Clancy
- Vescovo William John Brennan